# Приезжево (Островский район)
Приезживо или Приезжево — деревня в Островском районе Псковской области. Входит в состав Воронцовской волости.
Расположена в 32 км к юго-востоку от города Остров и в 5 км к юго-западу от волостного центра, села Воронцово.
Численность населения деревни по состоянию на 2000 год составляет 13 жителей.